# Soquence
Soquence is een gehucht  in de Franse gemeente Mézidon Vallée d'Auge in het departement Calvados. Soquence ligt zo'n anderhalve kilometer ten noorden van Écajeul.

## Geschiedenis
De plaats werd in de 11de eeuw vermeld als Solquantia.
Op het eind van het ancien régime werd Soquence een gemeente. De parochie van Soquence werd opgeheven en de Église Saint-Michel verdween.
In 1831 werd de kleine gemeente, die toen 33 inwoners telde, al opgeheven en bij de gemeente Écajeul gevoegd. Samen met de rest van Écajeul werd Soquence in 1973 bij Le Mesnil-Mauger gevoegd. Op 1 januari 2017 ging deze gemeente op in de commune nouvelle Mézidon Vallée d'Auge.
Lijst van Franse gemeenten · Arrondissement Lisieux · Calvados · Normandië